# Régimen señorial de Nueva Francia

Señorío típico

El Régimen señorial de Nueva Francia es un régimen semi feudal que organizó el desarrollo del territorio y la estructura social en Nueva Francia y que existó entre 1627 y 1854. Está forma rige ahora la estructura del territorio en la valle del San Lorenzo en Quebec.